# 鈴木誠 (経済学者)
鈴木 誠（すずき まこと、1964年 - ）は、日本の経済学者。経済学博士。文教大学情報学部教授。研究分野は、コーポレート・ガバナンス、コーポレート・ファイナンス、応用ミクロ経済学、年金資産運用などファイナンス分野。

## 来歴
- 1983年　学習院高等科卒業。
- 1988年 東北大学理学部 卒業。
- 1988年 大和証券 入所。
- 1992年 米国法人Daiwa Securities Trust Global Portfoilo Research
- 2000年 早稲田大学大学院商学研究科  現代ファイナンス論 博士前期課程修了。
- 2006年 コーネル大学経営大学院SCジョンソンスクールExecutive　MBA課程修了。
- 現　 在    文教大学情報学部教授。

## 著書・論文

### 主な著書
- 米国年金基金の投資戦略「コーポレートガバナンスへの取り組み」 藤井康弘、米澤康博 東洋経済新報社、2004/02/12  1-73,77-122,205-226  4-492-70099-4

### 主な論文
- 「わが国企業の借入比率ーアウトソーシング仮説ー」 楠美将彦、大村敬一「フィナンシャルレビュー」財務政策総合研究所  60、2001/12
- 「銀行の株式持ち合い解消効果について」 大村敬一「証券アナリストジャーナル」日本証券アナリスト協会、1994/5
- 「株式持ち合いの変化と株価形成―銀行を例として―」 大村敬一「証券経済学会　第３２号」、1996